# Tommy Remengesau
Thomas Esang "Tommy" Remengesau, Jr., född 28 februari 1956 i Koror på Palau, är en palauisk politiker som mellan 2001 och 2009 samt mellan 2013 och 2021 var Palaus president. Han är son till Thomas Remengesau, tidigare president i landet.
Han blev vicepresident 1992 och valdes till president 2000. 1 januari 2001 började han sin tjänst. Han ville göra Palau mindre beroende av USA:s hjälp, och främja begränsad turism och fiske. I Palaus utrikespolitik har Remengesau varit aktiv för att behålla Palaus närvaro i internationella organisationer. Han ledde officiella delegationer till Taiwan flera gånger.

## Tidigt liv
Remengesau föddes i Koror, Palau. Hans fader är Thomas Remengesau, en annan palauisk politiker som var landets president två gånger. Remengesau utbildades vid Grand Valley State University i Allendale, Michigan, i USA.

## Politisk karriär
28 år gammal valdes Remengesau 1984 in i Palaus nationalkongress, Olbiil Era Kelulau, och blev därigenom den yngsta senatorn i landets historia. 1992 valdes han till vice-president och tjänade som det under två hela mandat. 2000, med stöd av den avgående presidenten Kuniqo Nakamura, vann han presidentvalet och besegrade däri den före detta senatorn Peter Sugiyama med 52% mot 46%. Han vann nästa val 2004, och besegrade där Polycarp Basilius med 66,5% mot 33,5%, i ett val som ryktades få finansiell påverkan från Taipei och Peking.
Remengesau annonserade 2008 att han skulle söka till Palaus senat i Palaus allmänna val samma år. I valet kom han elva.
Remengesau efterträddes som president av Johnson Toribiong den 15 januari 2009. 2009 anklagades Remengesau på 19 punkter för att ha brutit mot Palaus etiska koder, för att inte ha avslöja sina intressen i realegendomar och andra tillgångar under 2002 och 2003. Remengesau hade åtminstone 185 538 amerikanska dollar i konton under sitt eget namn vid den tiden, såväl som andra belopp i sin fru och sina barns namn. I april 2010 dömde domaren Kathleen Salii en bötessumma på 156 400 dollar på Remengesau, bara en åttondel av den summa som åklagaren Michael Copeland rekommenderade. Copeland fortsatte dock att uttrycka hur nöjd han var med domen i mediaintervjuer.